# Gu Kaizhi
Gu Kaizhi (ur. 344, zm. 406) – chiński malarz i teoretyk sztuki.
Uważany jest za głównego twórcę chińskiej szkoły malarstwa. Malował portrety, sceny fantastyczne oraz ilustracje do legend i poematów. W swoich obrazach stosował prostą, delikatną i harmonijną kolorystykę. W odróżnieniu od dotychczasowego malarstwa nadał malowanym postaciom naturalność gestów i indywidualny wyraz twarzy. Efekt przestrzenności uzyskiwał za pomocą linii konturowej. Jest uważany za pierwszego chińskiego malarza krajobrazu, który jednak był jeszcze zaznaczony prosto i schematycznie, stanowiąc jedynie tło dla przedstawianych zdarzeń.
Zachowały się jedynie nieliczne zwoje Gu Kaizhi. Do najbardziej znanych należą Napomnienia instruktorki dla dam dworu (女史箴圖) i Nimfa z rzeki Luo (洛神賦).